# 荀士遜
荀士遜（？—577年），北齐文学者，广平郡人。
荀士遜好学，文章优美。東魏武定末年，举司州秀才，北齐天保十年（559年）没有仕进。皇建元年（560年）马敬德推荐为主书。齐武成帝时，转任中书舍人。他状貌丑陋，以文辞被任用。他一次上奏武成帝，左右传通之人不知道他的姓名，只是说丑舍人，武成帝说：「必是士逊」，看封题果然是他，内廷之人无不发笑。齐后主即位，累進中書侍郎。与李若等人撰《典言》。承光元年（577年）去世。